# 林中百姓
林中百姓，《元朝秘史》音译为“槐因亦儿坚”（羅馬化：hoi-yin irgen），“槐因”为“林木”之意，“亦儿坚”为“百姓”的意思，亦即称他们为“林木中百姓”，又称“森林民”。满-通古斯语系中亦有类似称谓，称森林部族為「兀者」。
1206年，成吉思汗統一了蒙古高原的各草原民族之後，派其長子術赤帶領右翼軍去征服北邊的「林中百姓」。1207年，斡亦剌惕（瓦剌）首領忽都合別乞首先投降蒙古帝國，隨後征服了不裡牙惕（布里亞特）、巴兒忽惕（巴爾虎）、禿馬惕（圖瓦人）、乞爾吉思（葉尼塞吉爾吉斯人）等當時的森林民族。